# @Labrando
@Labrando was een radioprogramma op de Nederlandse zender Radio 538 dat werd gepresenteerd door Mark Labrand. Het programma werd uitgezonden van zondag t/m donderdag tussen 21.00 en 00.00 uur. Voorheen werd op dit tijdstip door Barry Paf gepresenteerd, maar hij werd verplaatst naar het weekend met Barry's Weekend Vibe. De reden was dat Paf al had bekendgemaakt dat hij minder radio ging maken en meer voor TV 538 ging werken.
Op 21 augustus 2012 werd bekendgemaakt dat er een nieuwe programmering komt op Radio 538. 538 Juize verdween van Radio 538 en ging naar Slam!FM. Dus presenteerde Labrand ook op de zondagavond met @Labrando. Dit programma zou vijf dagen per week te horen zijn op Radio 538. Vanaf 9 september 2012 presenteerde Mark Labrand ook op zondagavond van 21.00 tot 00.00 uur.
Op 20 november 2013 werd bekendgemaakt dat er een nieuwe programmering komt op Radio 538 vanwege een verjonging. De Avondploeg nam deze tijdslot over van Mark Labrand. Mark Labrand presenteerde zelf van maandag t/m donderdag met 538 Hitzone in de middag. Vanaf 6 januari 2014 presenteerde De Avondploeg op dit tijdslot.